# امكشود (امكشود آيت وتفاو)
امكشود هو دُوَّار يقع بجماعة توندوت، إقليم ورززات، جهة درعة تافيلالت في المملكة المغربية. ينتمي الدوّار لمشيخة امكشود آيت وتفاو التي تضم 3 دواوير. يقدر عدد سكانه بـ 1422 نسمة حسب الإحصاء الرسمي للسكان والسكنى لسنة 2004.

## روابط خارجية
- البوابة الوطنية للجماعات الترابية
- المندوبية السامية للتخطيط